# Feuerkübeln
Als Feuerkübeln, auch Kesseln oder Feuer einhängen, bezeichnet man im Bergbau eine alte Methode, die dazu diente, einen künstlichen Wetterzug in den Grubenbauen zu erzeugen. Das Kesseln ist die älteste Methode zur Erzeugung eines künstlichen Wetterzuges.

## Durchführung
Zur Durchführung benötigte man ein Gefäß aus gitterförmig zusammengesetzten Eisenstäben. Dieses als Feuerbecken oder Feuerkübel bezeichnete Gefäß hatte am oberen offenen Ende einen Bügel, an dem man zur Befestigung des Feuerkübels eine Kette oder ein Drahtseil anbrachte. Anschließend wurde das Gefäß übertägig mit brennenden Kohlen gefüllt und mittels eines Haspels in den Wetterschacht eingehängt und bis zur untersten Sohle heruntergelassen. Anstelle der Kohlen wurde auch Holzkohle oder Koks verwendet. Untertage wurde das Feuer dann von den Bergleuten am Brennen gehalten. Durch die Hitze des Feuers erwärmten sich die Abwetter im Schacht und stiegen nach oben, es entstand eine Luftströmung. Dadurch wurden die Abwetter aus den Grubenbauen gesogen und auch abgewettert, die Frischwetter strömten durch die anderen Öffnungen nach, es entstand eine künstliche Bewetterung. Die Methode war jedoch nicht in Schächten durchführbar, in denen es zur Wettertrennung einen Schachtscheider gab.

## Gefahren
Aufgrund des offenen Feuers war diese Methode in Schächten mit Holzzimmerung gefährlich. Auch in Bergwerken mit schlagenden Wettern war die Anwendung gefährlich und wurde oftmals auch verboten. Man versuchte, diese Gefahren zu vermindern, indem man die Feuerkessel mit einer Metallgaze versah, die auch bei den Grubenlampen üblich war. Aufgrund der damit verbundenen Gefahren, wurde diese Form der Bewetterung im Laufe der Zeit verboten.